# پتریچ (استان صوفیه)
پتریچ (به بلغاری: Petrich) یک منطقهٔ مسکونی در بلغارستان است که در Zlatitsa Municipality واقع شده‌است. پتریچ ۶۷٫۱۹۳ کیلومتر مربع مساحت و ۲۸۸ نفر جمعیت دارد و ۴۷۵ متر بالاتر از سطح دریا واقع شده‌است.